# Saccoloma galeottii
Saccoloma galeottii là một loài dương xỉ trong họ Saccolomataceae. Loài này được Fée A. Rojas mô tả khoa học lần đầu tiên năm 2010.